# Renato May
Renato May (eigentlich Renato Patucchi; * 24. Dezember 1909 in Sebenico, Dalmatien, Österreich-Ungarn; † 17. Juli 1969 in Rom) war ein italienischer Filmeditor und Filmregisseur.

## Leben
May wuchs als Sohn des Dirigenten Raffaele Patucchi und seiner dalmatischen Mutter Cassandra May auf. 1914 übersiedelte die Familie nach Italien, wo May nach dem Schulbesuch eine Ausbildung als Ingenieur anstrebte, diese jedoch schon 1930 zugunsten der Arbeit als Filmkritiker für „Il Tevere“ in Rom aufgab. 1936 bis 1938 besuchte er dann das Centro Sperimentale di Cinematografia und widmete sich der Filmtheorie (er verfasste zahlreiche Artikel und Schriften) sowie der Inszenierung von Kurzfilmen, hauptsächlich jedoch als Editor von Dokumentarfilmen. 1942 schrieb er zwei Drehbücher für Marco Elter und Ivo Perilli und schnitt schließlich auch einige Spielfilme von Bedeutung, wie Pastor Angelicus, Giovantù perduta und Cavalcata di mezzo secolo. Weiter blieb er aber dem Kurzfilm verbunden und veröffentlichte seine filmtheoretischen Schriften, deren bedeutendste Il linguaggio del film; 1947 erschien. Sie führt auch zu einem Lehrauftrag für Filmtheorie und Regietechnik. Nach einem mittelmäßigen Spielfilm, seiner einzigen fiktionalen Kinoarbeit in eigener Regie, Nennella, ruhten seine Aktivitäten für den Film bis 1957. Dann nahm er erneut seine Arbeit als Filmeditor, ab 1961 auch als Regisseur von Dokumentarfilmen wieder auf.

## Filmografie (Auswahl)
- 1948: Nennella (Regie, Drehbuch, Schnitt)